# 艺术许可协议
Artistic License，又称艺术许可协议（英語：Artistic License），通常指最初的艺术许可协议（1.0版），是一个自由軟體授權條款，主要用在官方发布的Perl解释器和大部分CPAN模块的授权。原始的艺术许可协议是由Perl的创始人Larry Wall编写发布的。

## Artistic License 1.0
主要应用在Perl解释器和大部分CPAN模块的授权发布上。Artistic许可相对于GPL更加宽松，例如你不能发售Artistic协议下的CPAN模块，但你可以发售包含或使用CPAN模块的产品。

## Artistic License 2.0
主要应用在Parrot虚拟机的授权发布上。

## 引用
1. ↑  .   [November 28, 2010]. （原始内容存档于2016-04-05）.
2. ↑  . March 14, 2007  [July 11, 2009]. （原始内容存档于2011年12月28日）.